# Hermann Fischer (Mediziner, 1830)
Hermann Eberhard Fischer (* 14. Oktober 1830 in Ziesar (Brandenburg); † 1. Februar 1919 in Berlin) war ein deutscher Chirurg und Hochschullehrer.

## Leben
Hermann Fischer studierte nach abgelegtem Abitur an den Militärärztlichen Bildungsanstalten in Berlin. Er promovierte 1855 zum Dr. med.; 1856 folgte die Approbation als Arzt. Er wurde im gleichen Jahr Stabsarzt an der Charité und hatte eine Assistenzstelle beim Pathologen Ludwig Traube inne, bis er an die von Bernhard von Langenbeck geleitete II. chirurgische Klinik wechselte. Fischer wurde 1864 zum dirigierenden Arzt der Äußeren Station und 1865 Mitglied der ärztlichen Prüfungskommission. 1866 wurde er Privatdozent für das Fach Chirurgie in Berlin, habilitierte und wurde zum Oberstabsarzt befördert. 
Fischer nahm im Alexander-Regiment an mehreren Feldzügen teil. Er leitete 1870 im Deutsch-Französischen Krieg einige Lazarette. 
Im Jahr 1890 wurde er zum Mitglied der Leopoldina gewählt.
1868 wurde Fischer in der Nachfolge des verstorbenen Albrecht Theodor Middeldorpf ordentlicher Professor der Chirurgie und Leiter der Chirurgischen Universitätsklinik der Universität Breslau.
Der 1873 zum Mitglied des Medizinalkollegiums bestellte, 1875 zum Medizinalrat, 1885 zum Geheimen Medizinalrat ernannte Fischer hatte diese Positionen bis 1890 inne. Fischer kehrte 1890 nach Berlin zurück und war dort bis zu seiner Pensionierung Leiter einer chirurgischen Privatheilanstalt. Hermann Fischer starb 1919 im Alter von 88 Jahren in Berlin.
Sein Grab befand sich auf dem Dom-Friedhof II in Berlin-Wedding und ist nicht erhalten.

## Schriften
- Die septische Nephritis, Habilitationsschrift, Jungfer, 1868
- Ueber den heutigen Stand der Forschungen in der Pyämielehre, Habilitationsrede, Breslau, 1868
- Mit Hermann Cohn: Kriegschirurgische Erfahrungen, F. Enke, 1873
- Handbuch der Kriegschirurgie, 2. Auflage, F. Enke, 1882
  - I. Band: Uebersicht über die Gesammtliteratur der Kriegschirurgie. Theoretischer Theil.
  - II. Band: Behandlung der Schusswunden. Verletzungen durch blanke Waffen.
- Leitfaden der kriegschirurgischen Operations- und Verbandstechnik, 2. Auflage, Hirschwald, Berlin, 1905
- Die Krankheit des Apostels Paulus, Runge, Groß Lichterfelde-Berlin, 1911
- Der traumatische Schock in der forensischen Medizin, Adler-Verlag, Berlin, 1914
- Die traumatische Apoplexia cerebri vor Gericht, J. A. Barth, Leipzig, 1918